# Сибай (станция)
Сиба́й — железнодорожная станция (Россия, Республика Башкортостан).
Расположена на Южно-Уральской железной дороге, относится к Магнитогорской дистанции пути Оренбургского отделения. Является тупиковой. Находится на неэлектрифицированном участке. По типу является грузопассажирской. Имеется 1 боковая пассажирская платформа с низкой посадкой, прилегающая к зданию вокзала.
В 1979 году закончилось строительство железнодорожной линии Белорецк — Карламан. В этом же году стал ходить поезд Уфа — Сибай, который курсирует по сегодняшний день.

## Производимые операции
- Продажа пассажирских билетов. Прием, выдача багажа.
- Прием/выдача мелких отправок, грузов (крытые склады)
- Прием/выдача повагонных и мелких отправок (подъездные пути)
- Прием/выдача грузов в универсальных контейнерах (3 и 5 тонн)
- Прием/выдача мелких отправок грузов (открытые площадки)

## Пассажирское сообщение
Осуществляется пассажирским поездом № 613/614 Уфа — Сибай формирования Куйбышевского филиала ОАО «Федеральная пассажирская компания». Пригородный поезд № 6531/6532 Магнитогорск — Сибай был отменен с 1 января 2013 г.

## Примечание
По плану среднесрочного развития Башкирского Зауралья, предусмотрено начало строительства железнодорожной ветки от ст. Сибай, на юг, до ст. Сара Южно-Уральской железной дороги.

## Городской транспорт
Ключевой городской транспортный узел. К вокзалу подходят все виды городского общественного транспорта: автобусы и маршрутные такси. Также можно воспользоваться междугородним автобусным сообщением, поскольку автовокзал располагается совсем рядом, слева от центрального выхода.